# 히라카와 겐키
히라카와 겐키(일본어: 平川 元樹, 1996년 7월 8일~)는 일본의 축구 선수이다.

## 구단 경력
그는 2019년 J3리그의 이와테 그루자 모리오카에 입단했다. 2021년까지 18경기에 출전, 2021년후 현역 은퇴.